# Kiran Bedi

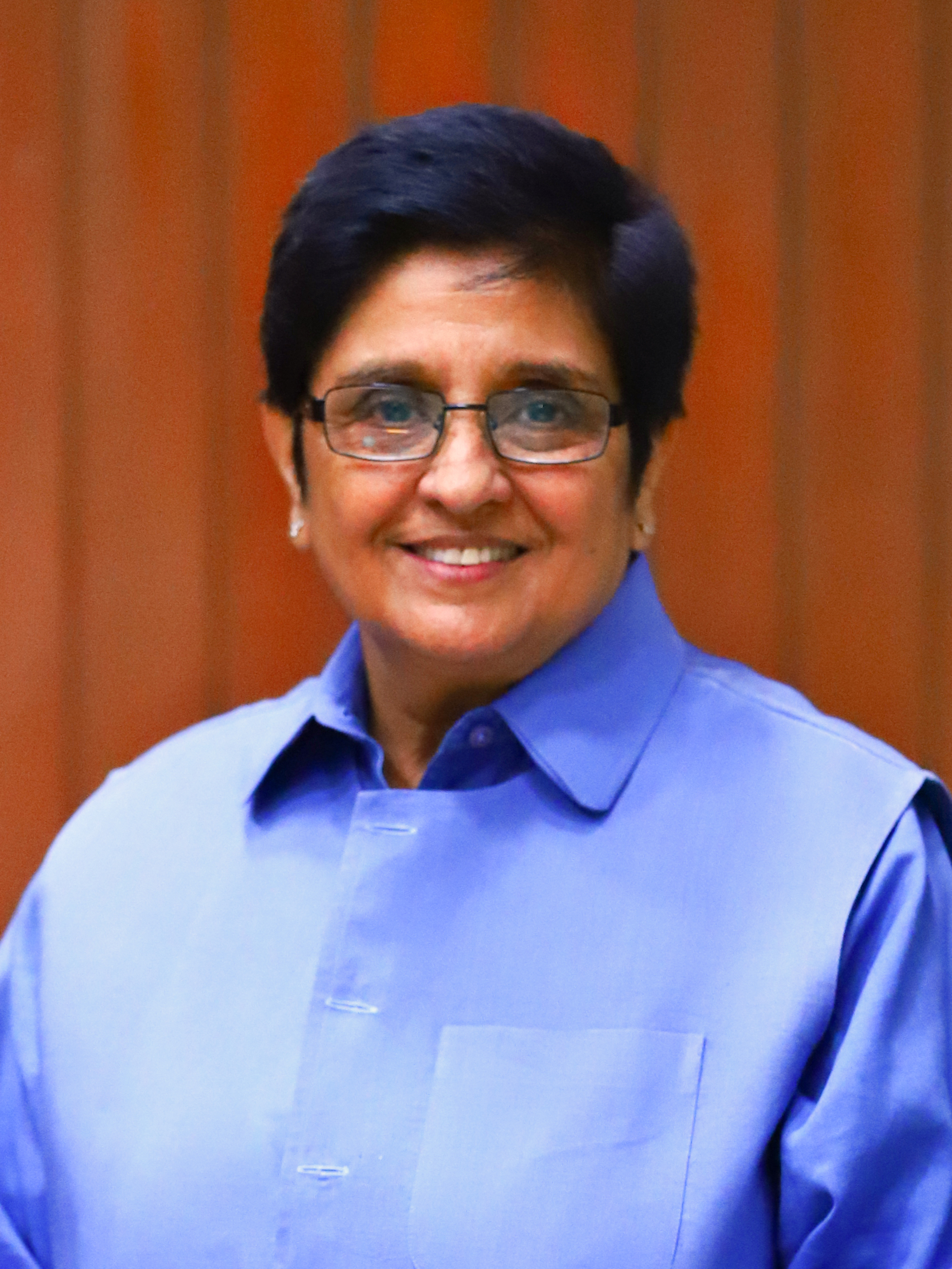
Kiran Bedi 2017

Kiran Bedi (Hindi: किरण बेदी, Western Punjabi: رن بیدی; geboren 9. Juni 1949 in Amritsar, Punjab, Indien) war von 2016 bis 2021 Vizegouverneurin von Puducherry. Sie gehörte als erste Frau dem Indian Police Service (IPS) an und hatte dort zahlreiche Führungspositionen inne. Unter anderem wurde sie zum Generalinspekteur des Tihar-Gefängnis-Komplexes in Delhi – einem der größten Gefängnisse der Welt – ernannt und hat dort weltweit beachtete Reformen durchgeführt. Von 2003 bis 2005 war sie als erste Frau Zivilpolizeiberaterin der Vereinten Nationen. Nachdem sie auf eigenen Wunsch aus dem Indian Police Service ausschied, engagierte sie sich als Aktivistin und Politikerin für Straßenkinder, Frauenförderung, Polizei- und Gefängnisreformen und gegen Korruption.

## Jugend und Ausbildung
Bedi wurde am 9. Juni 1949 in Amritsar in eine wohlhabende Punjabi-Unternehmerfamilie geboren. Sie ist eine von drei Töchtern des Ehepaars Prakash Lal Peshawaria und Prem Lata (geb. Janak Arora). Ihr Ururgroßvater Lala Hargobind war von Peshawar nach Amritsar ausgewandert, wo er ein Unternehmen gründete. Bedi wurde sowohl in hinduistischer als auch in Sikh-Tradition erzogen (ihre Großmutter war Sikh). Bedi wurde 1954 eingeschult. Bedis Vater legte Wert darauf, dass seine Töchter eine gute Ausbildung bekommen, daher schickte er sie in die christliche Sacred Heart Convent School in Amritsar. Bedi trat dem National Cadet Corps (NCC) bei, einer Jugendorganisation der indischen Armee. In der 9. Klasse wechselte sie ins Cambridge College, einem privaten Institut, das naturwissenschaftlichen Unterricht anbot und sie auf die Immatrikulationsprüfung vorbereitete. Bedi schloss 1968 das Government College for Women in Amritsar mit einem Bachelor (Honours) in Englisch ab. 1970 erwarb sie einen Master in Politikwissenschaft an der Panjab University in Chandigarh.
Während ihrer Schul- und Studienzeit spielte Bedi aktiv Tennis und gewann zwischen 1965 und 1978 auch einige Meisterschaften. 1972 heiratete sie Brij Bedi; die beiden hatten sich auf den Tennisplätzen des Service Clubs in Amritsar kennengelernt.
Von 1970 bis 1972 unterrichtete Bedi politikwissenschaftliche Kurse als Dozentin am Khalsa College für Frauen in Amritsar. Später, während ihrer Karriere beim indischen Polizeidienst, erwarb sie 1988 einen Abschluss in Rechtswissenschaften an der University of Delhi und 1993 einen Doktortitel an der Fakultät für Sozialwissenschaft des Indian Institute of Technology Delhi.

## Im indischen Polizeidienst
Als junge Frau besuchte Bedi den Service-Club in Amritsar, wo sie die Begegnung mit hochrangigen Beamten zu einer Karriere im öffentlichen Dienst inspirierte. Am 16. Juli 1972 begann Bedi ihre Polizeiausbildung an der National Academy of Administration in Mussoorie. Sie war dort die einzige Frau in einer Gruppe von 80 Männern und wurde die erste weibliche Offizierin des Indian Police Service. Nach einer 6-monatigen Grundausbildung absolvierte sie eine weitere 9-monatige Polizeiausbildung am Mount Abu in Rajasthan und 1974 eine weitere Ausbildung bei der Punjab-Polizei. Durch Los wurde entschieden, dass sie dem Kader der Unionsterritorien (heute: AGMU Cadre Management) zugewiesen wurde.

### Distrikt-Polizeichefin von Chanakyapuri (Neu-Delhi)
Bedis erste Entsendung nach der Ausbildung erfolgte 1975 nach Chanakyapuri, einem Stadtteil von New Delhi. Im selben Jahr war sie die erste Frau, die bei der Parade zum Tag der Republik das rein männliche Kontingent der Polizei von Delhi anführte. Ihre Tochter Sukriti (später Saina) wurde im September 1975 geboren.
Chanakyapuri ist ein wohlhabender Stadtteil, zu dem das Parlamentsgebäude, ausländische Botschaften und die Residenzen des Premierministers und des Präsidenten gehören. Die Verbrechen im Stadtteil beschränken sich hauptsächlich auf geringfügige Diebstähle. Aber politische Demonstrationen finden regelmäßig statt. In den 1970er Jahren gab es viele Zusammenstöße zwischen Nirankari und Akali Sikhs. Am 15. November 1978 hielt eine Gruppe von Nirankaris einen Gottesdienst in der Nähe des India Gate ab. Ca. 700 bis 800 Akalis organisierten eine Gegendemonstration. Die Mannschaft des Distrikt-Polizeichefs Bedi wurde eingesetzt, um die Demonstranten zu stoppen und Gewalt zu verhindern. Als die Demonstranten dazu übergingen, Steine zu werfen, setzten Bedi und ihre Leute Schlagstöcke ein. Letztendlich konnte ihre Einheit die Demonstranten zerstreuen. Für diese Aktion erhielt Bedi im Oktober 1980 die President's Police Medal for Gallantry – eine Tapferkeitsmedaille.

### Distrikt-Polizeichefin von West-Delhi
1979 wurde Bedi nach West-Delhi versetzt. Um das hohe Volumen krimineller Aktivitäten im Distrikt zu bewältigen, begann sie, zivile Freiwillige zu rekrutieren. Jede Gemeinde im Distrikt wurde nachts von sechs Zivilisten überwacht, die von einem bewaffneten Polizisten angeführt wurden.
Bedi setzte sich gegen Raubkopien und das illegale Alkoholgeschäft ein. Sie führte eine Politik der offenen Tür ein, um die Bürger zu ermutigen, mit der Polizei Kontakt aufzunehmen. Sie richtete eine Beschwerdebox ein – „Beat-Box“ genannt –, die von sogenannten Beat-Polizisten betreut wurden. Innerhalb von drei Monaten sank die Anzahl der Verbrechen. Auch die Fälle von sexueller Belästigung von Frauen und das Schlagen von Frauen nahmen ab.

### Distrikt-Polizeichefin für Verkehr von Neu-Delhi
Im Oktober 1981 wurde Bedi zum Distrikt-Polizeichef (DPC = District Police Commissioner) für Verkehr in Delhi ernannt. Die Vorbereitung auf die Asienspiele 1982 hatte in der Stadt zu großen Verkehrsproblemen geführt. Der Bau von 19 Sportstadien und mehreren Überführungen hatte zu großen Staus und Umleitungen geführt. Bedi koordinierte zwischen der Stadtverwaltung von Delhi, der Delhi Stromversorgung und der Delhi Bau- und Entwicklungsbehörde. Bei Fehlverhalten im Verkehr griff sie mit harter Hand durch. Sie ersetzte Strafzettel (Challans) durch sofortige Geldstrafen. Ihr Team schleppte Fahrzeuge, die nicht ordnungsgemäß geparkt waren, mit sechs Abschleppwagen ("Kränen") ab. Dies brachte ihr den Spitznamen "Crane Bedi" ein. Am 5. August 1982 wurde dabei ein Auto der Fahrzeugflotte von Premierministerin Indira Gandhi (Autokennzeichen: DHI 1817) von Unterinspektor Nirmal Singh abgeschleppt, da es verkehrsbehindernd geparkt war. Ein Diplomat war mit diesem Fahrzeug unterwegs. Bedi und ihr Vorgesetzter Ashok Tandon stellten sich bedingungslos hinter Singh. Um Geld für Verkehrsleitfäden zu sammeln, präsentierte Bedi einer Gruppe von Sponsoren den Verkehrsmanagementplan für die Asienspiele. Die Sponsoren verpflichteten sich, Informationen zur Verkehrssicherheit und anderes Lehrmaterial im Wert von 35.000 Pfund Sterling (£) bereitzustellen. Bedi kaufte auch Jeeps für ihre Beamten, die zum ersten Mal mit Autos unterwegs waren. Nach den Asienspielen wurde sie mit dem Asian Jyoti Award für herausragende Leistungen ausgezeichnet. Sie lehnte es ab, die Auszeichnung für sich allein anzunehmen, und empfahl, sie an die gesamte Verkehrseinheit zu vergeben.
Da Bedi Verkehrssünder aus dem reichen und einflussreichen Teil der Gesellschaft nicht verschonte, hatte sie bald eine mächtige Lobby gegen sich. Zu ihren "Opfern" gehörten auch der Direktor des Central Bureau of Investigation und ihre eigene Schwägerin.

### Distrikt-Polizeichefin für Verkehr von Goa
Nach den Asienspielen wurde Bedi im März 1983 für drei Jahre nach Goa versetzt. Ihre 7-jährige Tochter litt seit ihrem dritten Lebensjahr an einem nephritischen Syndrom und war zu diesem Zeitpunkt schwer krank. Bedi beantragte beim Innenministerium, sie nicht aus Delhi zu versetzen, bis sich der Zustand ihrer Tochter stabilisiert habe. Ihrem Antrag wurde nicht stattgegeben. Sie musste ihre Tochter zurücklassen, die zu krank war, um Bedi nach Goa zu begleiten.
Einige Monate nach Bedis Ankunft in Goa wurde die Zuari-Brücke fertiggestellt, aber nicht für die Bevölkerung zugänglich gemacht. Die Landesregierung wollte, dass Indira Gandhi aus Delhi komme und sie offiziell einweihe. Sie erhielt jedoch tagelang keine Bestätigung von Indira Gandhi. Die Bevölkerung musste Fähren benutzen, um ihre Fahrzeuge über den Zuari-Fluss zu bringen. Eines Tages bemerkte Bedi während einer Patrouille, dass sich am Einstiegspunkt der Fähre eine riesige Menschenansammlung wartete. Sie fuhr zur Brücke, hob die Absperrungen auf und leitete den Verkehr, der an der Fähre wartete, zur Brücke um. Diese inoffizielle Brückeneinweihung verärgerte viele Politiker.
Im November 1983 war Goa Gastgeber des Commonwealth Heads of Government Meeting (CHOGM). Bedi setzte Angehörige des National Cadet Corps (NCC) für die Verkehrsregulierung entlang der VIP-Strecken in Goa ein. Kurz nach dem Ende des CHOGM verschlechterte sich der Gesundheitszustand ihrer Tochter. Bedi beantragte Urlaub, damit sie nach Delhi gehen und sich um ihre Tochter kümmern konnte. Der Generalinspekteur der Polizei (IGP), Rajendra Mohan, unterstützte ihren Urlaubsantrag, aber von der Regierung des Bundesstaates Goa wurde der Urlaub nicht genehmigt. Bedi ging trotzdem nach Delhi. Ihre Tochter wurde ins Krankenhaus des All India Institute of Medical Science (AIIMS) eingeliefert. Nachdem ihre Tochter aus dem Krankenhaus entlassen worden war, beschloss Bedi, bis zu ihrer Genesung in Delhi zu bleiben. Bedi sandte einen persönlichen Brief an den Inspector General of Police (IGP) sowie eine ausführliche Erklärung an die Regierung von Goa mit medizinischen Berichten und Zertifikaten. Gegenüber der United News of India (UNI) erklärte der Präsident von Goa Pratapsingh Rane jedoch, sie sei flüchtig und ohne Urlaub abwesend. Nachdem die UNI den Zustand von Bedis Tochter in Delhi gesehen hatte, veröffentlichte sie eine Gegendarstellung zur Erklärung des Präsidenten von Goa. Dies stimmte die Regierung von Goa noch feindlicher gegenüber Bedi.

### Zurück in Neu-Delhi
Da Bedi für abwesend ohne sanktionierten Urlaub erklärt worden war, erhielt sie sechs Monate lang keinen Auftrag. Als sich der Zustand ihrer Tochter stabilisiert hatte, traf sie den Innenminister der Union, T. N. Chaturvedi, der sie wieder in Dienst nahm. Sie wurde als stellvertretende Kommandantin der Eisenbahnschutztruppe in Neu-Delhi zugeteilt.
Sechs Monate später, nachdem sie sich an einen hochrangigen Beamten im Büro des Premierministers gewandt hatte, wurde sie als stellvertretende Direktorin in die Abteilung für industrielle Entwicklung versetzt. Dort arbeitete sie unter der Directorate General of Industrial Contingency (DGIC) als Streikvermittlerin zwischen Arbeitern und Management. Bedi verließ die DGIC im Oktober 1985 und kurz nach ihrer Abreise wurde die Organisation auf Initiative aus der Wirtschaft hin aufgelöst.
1985 beantragte Polizeipräsident Ved Marwah, Bedi im Polizeipräsidium anzustellen. Dort bearbeitete Bedi an einem einzigen Tag einige liegengebliebene Akten und genehmigte 1.600 Beförderungen, um die Mitarbeiter zu motivieren.

### Distrikt-Polizeichefin von Nord-Delhi
1986 wurde Bedi Distrikt-Polizeichef von Nord-Delhi, wo das Hauptproblem Drogenmissbrauch war. Damals hatte Delhi nur ein Zentrum für die Behandlung von Drogenabhängigen, das von der Stadtverwaltung Neu-Delhis betrieben wurde. Mit Hilfe ihrer Vorgesetzten richtete Bedi in einem der Polizeiräume ein neues Zentrum für Drogenentzug ein. Das Zentrum erhielt eine Reihe von Privatspenden in Form von Möbeln, Decken, Medikamenten und anderen Hilfsgütern. Ärzte und Yogalehrer machten freiwillig Dienst. Innerhalb eines Jahres wurden fünf weitere Entzugszentren eingerichtet. Geplant war, dass jedes Zentrum bis zu 30 Patienten versorgen sollte; stattdessen versorgte jedes Zentrum letztendlich etwa 100 Patienten. Bedis Initiative wurde weithin Beachtung geschenkt, woraufhin Bedi durch ganz Indien reiste, um Vorträge über das Projekt zu halten. Bevor sie auf eine neue Stelle versetzt wurde, haben sie und 15 andere Polizisten die Entzugszentren in die Stiftung Navjyoti Police Foundation für Drogenentzug, Suchtbekämpfung und Rehabilitation umgewidmet. Bedi wurde Generalsekretär der Stiftung.

#### Auflösung einer BJP-Versammlung und Verhaftung eines Abgeordneten
In den 1980er Jahren zog Bedi den Zorn von Politikern und Anwälten aus Delhi auf sich. Zuerst ordnete sie die Auflösung einer Versammlung der Bharatiya Janata Party (BJP) im Gebiet des Roten Forts an und verhaftete deren Führer. Einige Monate später verhaftete sie den Abgeordneten des Indischen Nationalkongresses, J. P. Aggarwal, wegen Verstoßes gegen die Ausgangssperre.

#### Streik der Rechtsanwälte
Im Januar 1988 erwischte die Polizei von Delhi einen Mann, der am St. Stephen's College etwas aus der Handtasche eines Mädchens gestohlen hatte. Einige Wochen später wurde er erneut verhaftet, weil er in eine Frauentoilette eingedrungen war und obszöne Graffiti angebracht hatte. Einer von Bedis Beamten verhaftete den Mann und legte ihm Handschellen an. Als er vor Gericht gestellt wurde, kam heraus, dass es sich um den Anwalt Rajesh Agnihotri handelte, der in den Tis Hazari Courts tätig war. Dabei handelt es sich um sechs Distrikt-Gerichtshöfe im Stadtteil von Tis Hazari (einem Stadtteil von Old Delhi), die dem Obersten Gerichtshof von Delhi unterstellt sind. Der Mann hatte bei seiner Verhaftung einen anderen Namen angegeben. Seine Anwaltskollegen behaupteten, er sei fälschlicherweise verhaftet worden und hätte nicht in Handschellen abgeführt werden dürften. Bedi verteidigte die Aktion ihres Offiziers. Daraufhin organisierten die Anwälte einen Streik und riefen zu einer Demonstration zum DCP-Büro auf. Die Anwälte fanden DCP Bedi nicht im Büro und misshandelten den stellvertretenden DCP Sandhu. Die Anwälte setzten den Streik fort und mehrere Politiker unterstützten die Anwälte bei der Forderung nach einer Suspendierung Bedis.
Am 21. Januar 1988 erhob die Polizei Anklage gegen die streikenden Anwälte der Tis Hazari Courts. Am 17. Februar traf ein Mob von zirka 600 bis 1000 Personen in den Tis Hazari Courts ein. Der Mob wurde angeführt von einem Mitglied des Indian National Congress, Rajesh Yadav. Die Demonstranten waren mit beleidigenden Transparenten, Hockeyschlägern und Stöcken unterwegs. Sie zerstörten die Büros der Anwälte und zerschmetterte die Windschutzscheiben ihrer Autos. Die in der Region stationierte Polizei versuchte nicht, die Gewalt des Mobs zu stoppen. Nur einzelne Polizisten versuchten, den Mob in Schach zu halten. Bedi bestritt jegliche Duldung dieses Vorfalls. Die Polizei verhaftete später Rajesh Yadav und beschuldigte ihn des Aufruhrs und der Verschwörung. Der Indian National Congress distanzierte sich von Yadav und schloss ihn aus der Partei aus.
In den folgenden zwei Monaten stellten die Anwälte die Gerichtsbarkeit in Delhi und den Nachbarstaaten ein und forderten Bedis Rücktritt. Der Streik wurde abgebrochen, nachdem der Oberste Gerichtshof von Delhi anordnete, die Angelegenheit zu untersuchen. Die eingesetzte Wadhwa-Kommission bestand aus den Juristen D. P. Wadhwa und N. N. Goswamy. K. K. Venugopal, der Anwalt der streikenden Anwälte, legte Beweise dafür vor, dass am 17. Februar alle Polizeistationen des Distrikts wussten, dass ein 2000-köpfiger Mob auf die Tis Hazari Courts zusteuerte, wo sich die Anwälte in einem Hungerstreik befanden. Trotzdem wäre keine Polizei eingesetzt worden, um die Anwälte zu schützen. In ihrem Zwischenbericht stellte die Kommission Versäumnisse der Polizei fest. Auf Betreiben der Unionsregierung wurde Bedi im April 1988 auf den Posten des Deputy Director (Operations) in das Narcotics Control Bureau (NCB) in Delhi versetzt. Zwei Tage später wurden auch die vier anderen im Bericht genannten Beamten versetzt.
Die Mitglieder der Anwaltskammer von Delhi waren mit Bedis Versetzung nicht zufrieden. Sie wollten, dass sie suspendiert wird. Der Polizeichef Ved Marwah weigerte sich jedoch, Bedi zu suspendieren. Der im April 1990 veröffentlichte Abschlussbericht der Kommission tadelte alle Parteien. In dem Bericht wurde festgestellt, dass die Festnahme von Rajesh Agnihotri gerechtfertigt, das Anlegen von Handschellen jedoch illegal war. Die Kommission kam auch zu dem Schluss, dass Bedi die Anwälte zu Unrecht beschuldigt habe und dass sie zusammen mit dem Stadtrat den Mob-Angriff auf die Anwälte organisiert habe. Die juristischen Kommentare zu diesem Urteil waren ablehnend, dennoch unterstützten einige Juristen Bedi und hoben ihre "makellose" Dienstakte hervor.

### Stellvertretende Generalinspektorin von Mizoram
Nachdem Bedi von der Wadhwa-Kommission verurteilt worden war, wurde beschlossen, sie aus Delhi zu entfernen. Sie bat den Staatssekretär der Unionsterritorien, sie nach Mizoram, einem abgelegenen Grenzstaat im Nordosten Indiens, zu versetzen. Nach einigem Hin und Her genehmigten der Innenminister Naresh Kumar und der Staatssekretär der Unionsterritorien, Bedi nach Mizoram zu versetzen. Bedi meldete sich am 27. April 1990 bei der Regierung von Mizoram in Aizawl. Ihr Titel dort war Deputy Inspector General (deutsche Übertragung: Stellvertretender Generalinspektor). Ihre Eltern und ihre Tochter begleiteten sie nach Mizoram.
Der Konsum von Alkohol, insbesondere der des selbst gebrautem Reisschnapses Zu, ist in Mizoram sehr verbreitet. Da auch einige Polizisten Alkoholiker waren, entschloss sich Bedi, dem entgegenzuwirken. Sie eröffnete nach einiger Zeit eine Suchtstation für alkoholkranke Polizisten.
Das Hauptverbrechen im Distrikt war der Heroinschmuggel von Myanmar. Da Mizoram ein Staat mit christlicher Mehrheit ist, nutzte Bedi christliche Gebete, um das durch Drogen und Alkohol verursachte kriminelle Verhalten zu reduzieren. Trotz Protestes von Seiten des atheistischen Superintendenten erklärte sie den Samstag zum "Gebetstag und Rehabilitationstag" auf den Polizeistationen des Bezirks. Jeden Samstag wurden frühere Kriminelle zur Polizeistation gebracht, um zu beten, zu lernen und sich wegen Alkoholismus behandeln zu lassen.
Während ihres Aufenthalts in Mizoram schloss sie einen Großteil der Forschung für ihre Promotion ab. Später, im September 1993, wurde sie vom Department of Social Sciences des Indian Institute of Technology Delhi (IIT) für ihre Dissertation über Drogenmissbrauch und häusliche Gewalt promoviert. Während des Aufenthalts in Mizoram begann sie auch, ihre Autobiografie zu schreiben.
Im September 1992 beantragte ihre Tochter Sukriti einen Platz am Lady Hardinge Medical College (Delhi), wobei sie sich auf eine Quote für Einwohner von Mizoram berief. Studenten aus Mizoram fochten diese Studienplatz-Zuteilung an, weil Sukriti keine Mizo war. Sukriti hatte die Zulassungsliste mit 89 % angeführt und erhielt gemäß der Regierungs-Richtlinien einen Studienplatz aus dem Zentralpool. Mizorams Ministerpräsident Lal Thanhawla forderte Bedi auf, den Studienplatz für Sukriti im "größeren Interesse des Staates" abzugeben, obwohl er akzeptierte, dass "nichts Illegales daran ist, wenn ihre Tochter den Studienplatz bekommt". Bedi weigerte sich, den Studienplatz abzugeben und sagte, dass ihre Tochter ihn verdient habe.
Als die Proteste gewalttätig wurden, erhielt Bedi die Drohung, dass ihr Haus in Brand gesteckt werden würde. Ihre Vorgesetzten sagten ihr, dass sie sie nicht länger beschützen könnten. Sie verließ Aizawl, nachdem sie ihren Urlaubsantrag eingereicht hatte. Ihre Eltern und ihre Tochter waren zu diesem Zeitpunkt bereits nach Delhi aufgebrochen. Lal Thanhawla beschuldigte sie daraufhin des Ungehorsams.

### Generalinspektorin in den Tihar-Gefängnissen von Delhi
Nachdem Bedi ihre Mizoram-Aufgabe im September 1992 überstürzt aufgegeben hatte, musste sie acht Monate auf eine neue Entsendung warten. Im Mai 1993 wurde sie als Generalinspektorin (IG) in die Gefängnisse von Delhi versetzt. Das Tihar-Gefängnis von Delhi wurde als Komplex mit vier Gefängnissen und einer Kapazität von 2.500 Gefangenen gebaut. Als Bedi das Kommando übernahm, schwankte die Zahl der Gefangenen zwischen 8.000 und 9.500. Ungefähr 90 % der Insassen waren Untersuchungsgefangene, denen Straftaten zur Last gelegt worden waren. Einige von ihnen warteten schon jahrelang auf das Gerichtsverfahren. Das Gefängnis hatte ein Budget von 15 Millionen Pfund, was gerade ausreichte, um die Grundausgaben zu bezahlen, aber nicht mehr. Tihar war zudem als gewalttätiger und schwer zu kontrollierender Ort berüchtigt.
Bedi beschloss, Tihar in ein Mustergefängnis zu verwandeln und führte mehrere Reformen ein. Sie arrangierte separate Unterbringung für die hartgesottenen Kriminellen, die ihre Zeit im Gefängnis dazu nutzen, um Gangmitglieder zu rekrutieren, Schmuggelware zu verkaufen und Geld zu erpressen. Diese Gefangenen strengten wegen der Separierung gegen Bedi erfolglos ein Gerichtsverfahren an.
Für andere Gefangene arrangierte Bedi eine Berufsausbildung mit Zeugnissen, damit sie nach ihrer Freilassung eine Arbeit finden konnten. Während ihrer Amtszeit richtete sie Ableger der Indira Gandhi National Open University und der National Open School im Gefängnis ein. Zur Unterstützung der Untersuchungsgefangenen wurden legal cells eingerichtet. Bedi verbot das Rauchen im Gefängnis. Dies stieß sowohl beim Personal als auch bei den Gefangenen auf großen Widerstand. Sie führte Yoga und Vipassana-Meditationskurse ein, um die Einstellungen der Gefangenen zu ändern. Sie organisierte zusätzliche Aktivitäten wie Sport, Gebet und Feste. Sie richtete ein Suchtbekämpfungszentrum ein, ermittelte die am Drogenhandel beteiligten Mitarbeiter und sperrte sie ein. Im Gefängnis wurden eine Bank, eine Bäckerei und kleine Produktionsstätten eingerichtet, darunter Tischlereien und Webereien. Die Gewinne aus den verkauften Produkten flossen in den Wohlfahrtsfonds der Gefangenen.
Bedi unternahm tägliche Gefängnistouren, beobachtete das Personal, hörte den Beschwerden der Gefangenen zu, überprüfte die Lebensmittelqualität und bewertete das Gesamtmanagement. Sie entwickelte eine Art Panchayat-System, bei dem Gefangene, die wegen ihres Alters, ihrer Ausbildung oder ihres Charakters respektiert wurden, zu Sprechern ernannt wurden, die sich jeden Abend mit hochrangigen Beamten trafen, um Probleme zu lösen. Sie richtete Petitions-Briefkästen ein, damit Gefangene dem Generalinspektor schreiben konnten. Die Briefe der Gefangenen wurden mit einer Empfangsbestätigung und Informationen über den Status der Petitionen beantwortet.
Am Gefängnisreformprogramm beteiligte Bedi auch Nicht-Regierungsorganisationen (NGOs), Schulen, Zivilisten und ehemalige Insassen. Infolge von Bedis Reformen gab es einen Rückgang von Kämpfen und Unruhen im Gefängnis. Sogar die hartgesottenen Kriminellen, die in getrennten Baracken isoliert worden waren, begannen sich gut zu benehmen. Bedi ermöglichte ihnen dann, an Bildungs- und Meditationskursen teilzunehmen.
Im Mai 1994 organisierte Bedi einen "Gesundheitstag", an dem rund 400 Ärzte und Sanitäter eingeladen waren, um sich um Tihars Patienten zu kümmern. Bedi weigerte sich, Kondome an die Gefangenen zu verteilen, da sie darin eine Unterstützung homosexueller Aktivitäten sah. Als Reaktion darauf reichte die Aktivistengruppe ABVA beim Obersten Gerichtshof von Delhi eine schriftliche Petition ein, in der die Verteilung von Kondomen in Tihar gefordert wurde. Bedi bezeichnete den Schritt als einen Versuch, "westlichen Lösungen" dem "Tihar Ashram" aufzuzwingen, und reichte eine eidesstattliche Erklärung gegen die Forderung ein.

### Abberufung aus Tihar
Bedis Reformprogramm in Tihar erhielt weltweite Anerkennung. Dennoch wurde sie von manchen Vorgesetzten beschuldigt, die Sicherheit des Gefängnisses für persönlichen Ruhm aufs Spiel zu setzen. Sie hatte keine guten Beziehungen zum unmittelbaren Vorgesetzten in der Regierung, Harsharan Singh Balli. Viele Mitglieder von Ballis Partei, der Bharatiya Janata Party (BJP), hatten Bedi ihren Lathi-Einsatz bei der Versammlung der Partei in den 1980er Jahren nicht vergeben. Bis März 1995 hatte Bedi jedoch gute Beziehungen zu Madan Lal Khurana, dem Ministerpräsidenten der BJP in Delhi. Khurana war während des Ausnahmezustands in Indien 1975–1977 selbst Gefangener in Tihar und schätzte Bedis Arbeit für Gefangene.
1994 wurde Bedi mit dem Ramon-Magsaysay-Preis und dem Nehru Fellowship ausgezeichnet. Die Magsaysay Foundation würdigte ihre Führungsqualitäten und Innovationen in den Bereichen Kriminalitätsbekämpfung, Drogenrehabilitation und humane Gefängnisreform.
US-Präsident Bill Clinton lud sie 1994 zum National Prayer Breakfast nach Washington, D. C. ein. Als die Regierung von Delhi es Bedi verwehrte, die Einladung anzunehmen, wandte sich Bedi an das Innenministerium der Unionsterritorien in Verbindung. Innenminister S. B. Chavan lehnte ab. Clinton wiederholte die Einladung 1995 und diesmal wandte sich Bedi an die Medien. Die New York Times veröffentlichte einen Bericht, in dem es hieß, "mehrere Politiker und ihre Vorgesetzten fühlten sich von ihrem durchsetzungsfähigen Stil und dem Erfolg, der ihr folgte, übergangen". Unter dem Druck der Öffentlichkeit und der Medien erlaubte Chavan Bedi schließlich, am Frühstück teilzunehmen.
Einige Zeit später wurde Bedi von den Vereinten Nationen eingeladen, auf dem Sozialgipfel in Kopenhagen über die soziale Wiedereingliederung von Gefangenen zu diskutieren. Als die Regierung von Delhi sich weigerte, die Teilnahme zu genehmigen, traf Bedi am 4. März 1995 mit Innenminister Rajesh Pilot zusammen. Das Treffen dauerte länger als geplant, weshalb Bedi einen Termin mit dem Premierminister Khurana absagen musste. Pilot gab ihr die Erlaubnis zu reisen, aber dies verärgerte Khurana, der später ausrief: "Wenn sie glaubt, dass wir keine Bedeutung haben, warum will sie dann für die Regierung von Delhi arbeiten?" Während Bedi in Kopenhagen war, wurde der prominente Bauernführer Mahendra Singh Tikait nach einer Kundgebung in Tihar inhaftiert und suchte die Hilfe der BJP-Führer, um im Gefängnis eine Wasserpfeife zu erhalten. Die Gefängnisbehörden verweigerten dies, da Bedi Tihar zuvor zur Nichtraucherzone erklärt hatte.
Anschließend schrieb Delhis Vizegouverneur P. K. Dave einen Brief an den Innenminister, K. Padmanabhiah. Dave beschuldigte Bedi darin, die Sicherheit des Gefängnisses "gefährdet" zu haben, indem sie Besuchern – einschließlich amerikanischer Beamter und ausländischer Fernsehteams – ohne Erlaubnis der Regierung von Delhi das Betreten des Gefängnisses erlaubt habe. Eine weitere Anklage war, dass sie Vertretern der National Human Rights Commission of India (NHRC) erlaubt habe, nach dem Terrorist and Disruptive Activities (Prevention) Act (TADA) inhaftierte Häftlinge aus Kaschmir zu treffen, die anti-nationale Parolen propagiert hatten. Zu ihrer Verteidigung argumentierte Bedi, dass die TADA-Häftlinge in einen Staffelhungerstreik getreten seien, der schnelle Gerichtsverfahren erfordere. Sie erklärte auch, dass die ausländischen Fernsehteams nur die Vipassana-Meditationskurse gedreht hätten und dass sie das Recht habe, sie gemäß den Regeln zuzulassen. Sie wies auch darauf hin, dass die Unionsregierung sie selbst gebeten habe, die Amerikaner – Lee P. Brown und Christine Wisner  – in das Gefängnis zu lassen.
Ein weiterer Vorwurf gegen Bedi bestand darin, dem berüchtigten Verbrecher Charles Sobhraj unangemessene Gefälligkeiten gewährt zu haben. Das Delhi Jail Manual (1894 geschrieben und 1988 geändert) listete eine Reihe verbotener Gegenstände auf, darunter auch eine Schreibmaschine. Das Handbuch gab dem Gefängnisaufseher jedoch auch die Befugnis, in besonderen Fällen einen dieser verbotenen Gegenstände zuzulassen. Mit dieser Argumentation erlaubte Bedi Sobhraj die Verwendung einer elektronischen Schreibmaschine (Sobhraj hatte bereits eine manuelle Schreibmaschine erhalten, bevor Bedi der verantwortliche Offizier wurde). Bedi hatte NGOs erlaubt, Unterrichtsstunden für Gefangene auf der Schreibmaschine zu tippen, aber Sobhraj behauptete, er benutze die Schreibmaschine auch, um ihre Biografie zu tippen. Das gab den Behörden einen Grund, Bedi des Amtsmissbrauchs zu beschuldigen. Khurana behauptete zudem, Sobhraj sei mit einer Pfeife und Zigarren aus dem Ausland beliefert worden, eine Anschuldigung, die durch das Zeugnis von Sobhrajs ehemaligem Zellengenossen widerlegt wurde. Das Gefängnishandbuch enthielt auch eine veraltete Regel, die besagte, dass "gefangene Flüchtlinge eine rote Mütze tragen" sollten. Sobhraj war 1986 geflohen, bevor er wieder eingefangen wurde. Khurana behauptete, Bedi habe ihn vom Tragen einer roten Mütze befreit. Ein hochrangiger Gefängnisbeamter sagte jedoch aus, dass er die Umsetzung der "Red Cap"-Regel in Tihar noch nie gesehen habe. P. K. Dave und Madan Lal Khurana haben Bedi dennoch am 3. Mai 1995 als Verantwortliche aus dem Gefängnisdienst entfernt. Als ihre Versetzung angekündigt wurde, traten die Tihar-Insassen aus Protest in einen Hungerstreik, während einige der Wärter dies mit der Verteilung von Süßigkeiten feierten. Bedi wehrte sich lautstark und forderte einen Untersuchungsausschuss. Rajesh Pilot verteidigte sie öffentlich, aber die Unionsregierung unterstützte sie nicht. Khushwant Singh beschrieb ihre Versetzung als "den Sieg einer Handvoll kleinmütiger, neidischer Menschen über eine mutige Frau".

### Verschiedene Positionen in Delhi und Chandigarh
Nach ihrer Entfernung aus Tihar wurde Bedi am 4. Mai 1995 als Ausbildungsleiterin an die Polizeiakademie versetzt. Ihr Titel war Additional Commissioner (Richtlinien und Planung) von Delhi.
Am 5. April 1999 wurde sie zur Inspector General of Police in Chandigarh ernannt. Ihre Mutter begleitete sie, erlitt jedoch bald einen Schlaganfall und fiel ins Koma. Bedi bat um Versetzung zurück nach Delhi, wo ihre Familie sich um ihre Mutter hätte kümmern können. Das Innenministerium der Union hat sie am 15. Mai 1999 nach Delhi zurückbeordert. Ihre Mutter starb jedoch drei Tage später in Delhi, nachdem sie 41 Tage im Koma gelegen hatte. Später wurde sie Special Commissioner (Geheimdienst) der Polizei von Delhi.

### Zivilpolizeiberaterin bei den Vereinten Nationen
2003 wurde Bedi als erste Frau zur Zivilpolizeiberaterin der Vereinten Nationen ernannt. Sie arbeitete in der Abteilung für Friedenssicherungseinsätze. 2005 kehrte sie nach Delhi zurück.

### Generaldirektorin verschiedener Abteilungen in Delhi
Die Anwaltskammer von Delhi setzte alles daran, dass sie keinen Posten bekam, der sie in die Lage versetzen würde, Delhis Polizeipräsident zu werden. Die Anwälte, die Bedi die Kontroverse von 1988 immer noch nicht verziehen hatten, schrieben an die Regierungsbehörden und argumentierten, dass Bedis Berufung auf einen Spitzenposten "unnötigerweise einen Konflikt zwischen dem juristischen Berufsstand und der Polizei verursachen könnte". So wurde sie zur Generaldirektorin der Home Guards ernannt, einer nationalen Truppe freiwilliger Zivilisten zur Unterstützung der Polizei.
Später wurde sie zur Generaldirektorin des Büros für polizeiliche Forschung und Entwicklung ernannt.
2007 bewarb sich Bedi dennoch um den Posten des Polizeipräsidenten von Delhi. Sie wurde zugunsten von Yudhvir Singh Dadwal übergangen, der wesentlich jünger war und weniger Erfahrung hatte. Bedi warf ihren Vorgesetzten Voreingenommenheit und Missgunst vor. Journalisten wie Karan Thapar und Pankaj Vohra widersprachen und warfen ihr die ganze Liste ihrer "Fehlverhalten" vor.
Im November 2007 trat Bedi daher nach 35 Jahren aus freien Stücken im Rang eines Generaldirektors aus dem Polizeidienst aus und ging in den vorgezogenen Ruhestand. Sie erklärte, dass sie sich auf akademische und soziale Arbeit konzentrieren wolle.

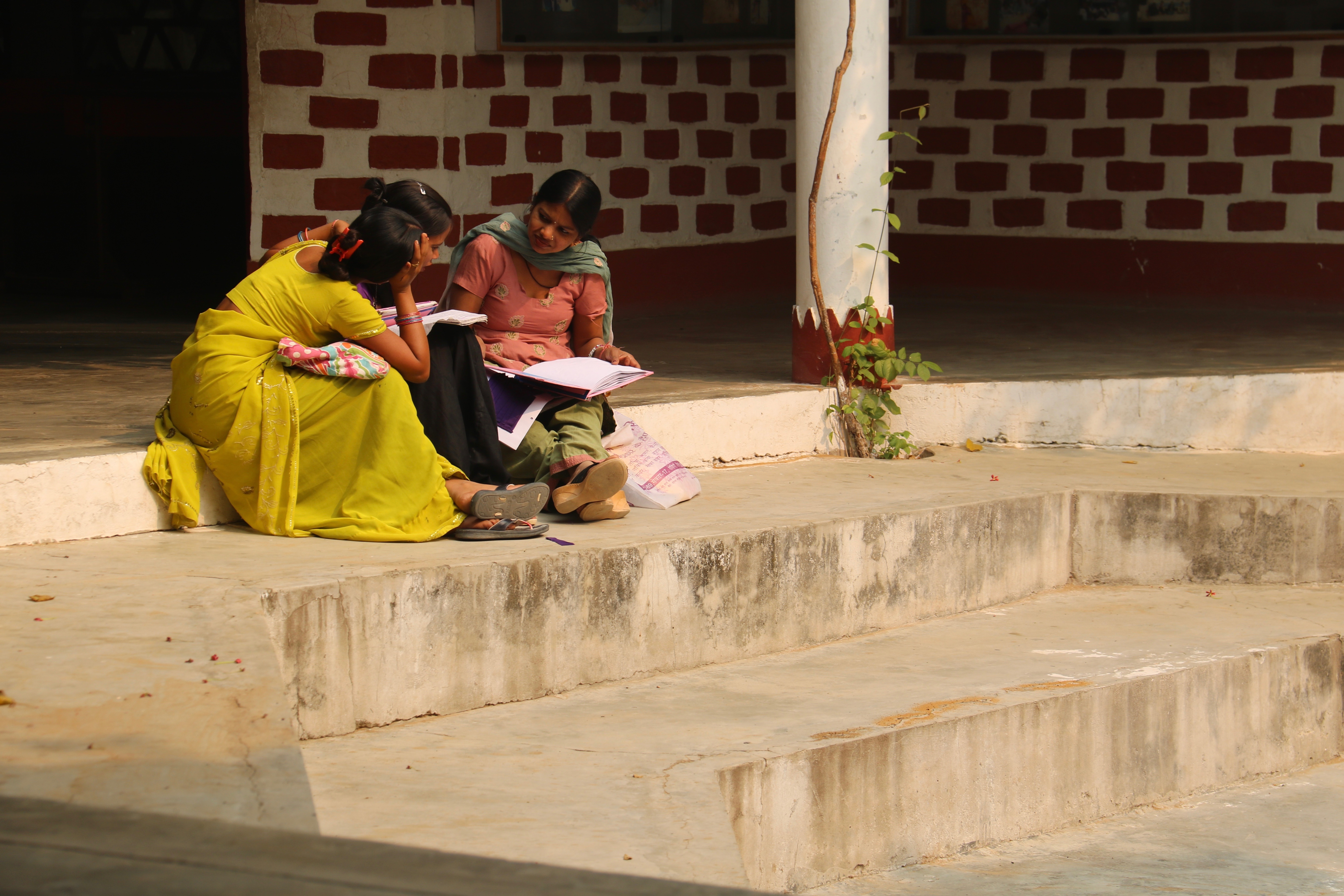
Frauen in der Navjyoti India Foundation

## Soziale Aktivistin

### Navjyoti India Foundation
Die von Bedi und ihren Kollegen Ende der 1980er Jahre gegründete Navjyoti Delhi Police Foundation wurde 2007 in Navjyoti India Foundation umbenannt. Seit ihrer Gründung erhielt die Stiftung starke Unterstützung von den örtlichen Gemeinden sowie mehreren indischen und ausländischen gemeinnützigen Stiftungen und Regierungsstellen. In den 25 Jahren seit der Gründung wurden fast 20.000 Drogen- und Alkoholabhängige stationär behandelt. Es wurden Kriminalitätspräventionsprogramme wie die Aufklärung von Straßen- und Slumkindern gestartet. Es wurden 200 Lehrer gewonnen und Berufsbildungszentren, Gesundheitseinrichtungen und Beratungszentren für schutzbedürftige Bevölkerungsgruppen eingerichtet. 2010 wurde das der Indira Gandhi National Open University (IGNOU) angeschlossene Navjyoti Community College gegründet.

### India Vision Foundation
Bedi gründete 1994 die India Vision Foundation (IVF). Die IVF arbeitet in den Bereichen Polizeireformen, Gefängnisreformen, Frauenförderung sowie ländliche und kommunale Entwicklung. Im Bereich der Polizeireform wollte Bedi eine bessere Ausbildung erreichen und sprach sich gegen das Schikanieren von Auszubildenden aus. Sie lehnte häufige Versetzungen von Polizisten ab, da sie zu einem schlechten Kadermanagement führten. Sie schlug auch die Schaffung einer neuen Ebene der Polizeiverwaltung vor, die gedacht war, die einfachen Beamten vor Politikern und Bürokraten zu schützen. Im Bereich der Frauenrechte hat sie sich für gerechte Bildungschancen und Eigentum bzw. Miteigentum von Frauen eingesetzt. Sie setzte sich ein für eine Unterstützung der Frauen auf dem Land.
Bedi wirkte als soziale Kommunikatorin und Trainerin. Häufig sprach sie über soziale Themen wie Bildung oder häusliche Gewalt. In den Jahren 2008 bis 2011 moderierte Bedi die Reality-TV-Show Aap Ki Kachehri auf dem privaten TV-Sender STAR Plus. In dieser Gerichtsshow löste Bedi alltägliche Konflikte in einem simulierten Gerichtssaal. 2008 richtete sie eine Website ein, um Menschen zu helfen, deren Beschwerden von der örtlichen Polizei nicht akzeptiert wurden. 2010 wurde sie von TEDx als Sprecherin nach Washington eingeladen.

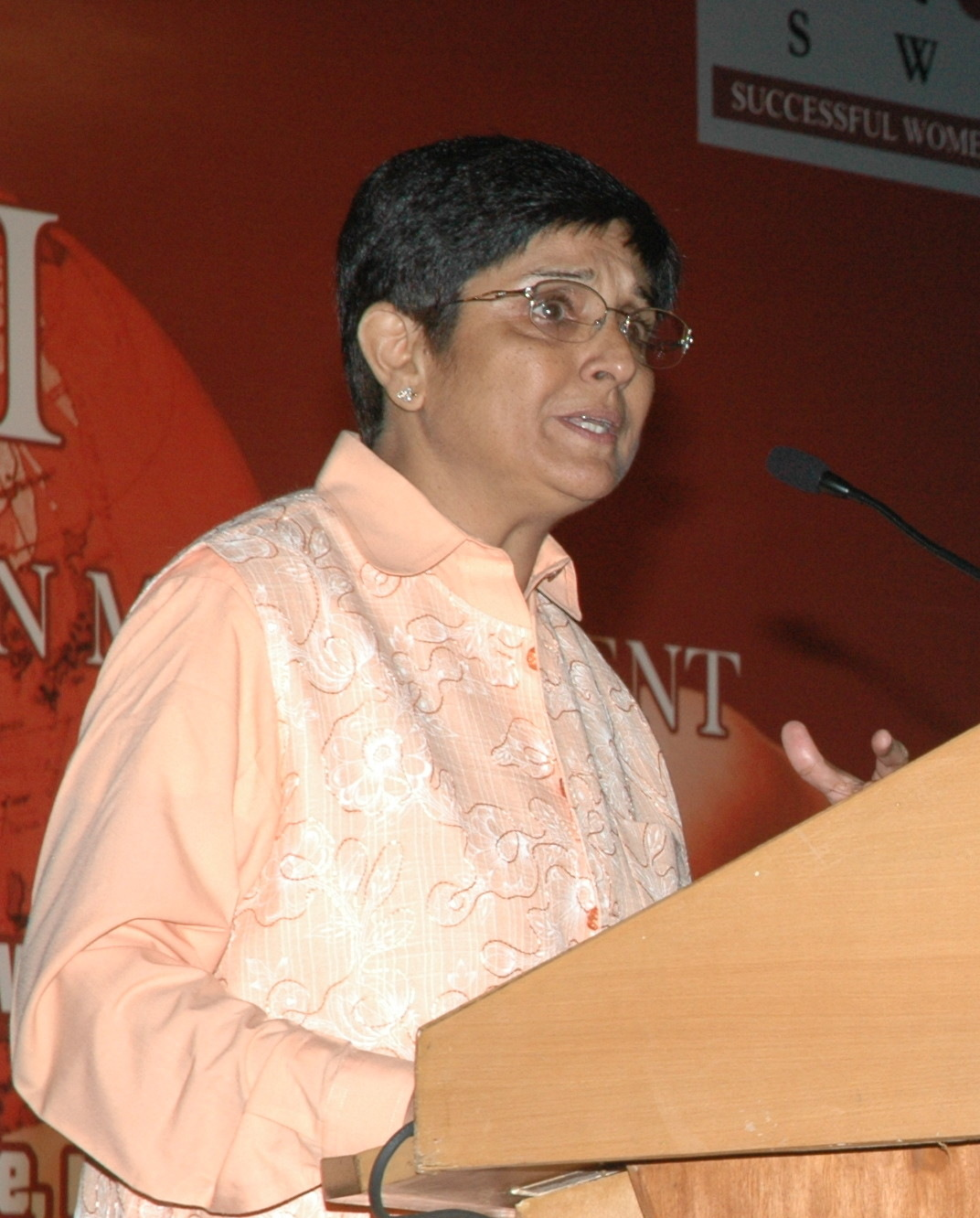
Bedi 2009 auf der Konferenz von Successful Women in Management (SWIM)

### Anti-Korruptions-Bewegung
Im Oktober 2010 lud Arvind Kejriwal Bedi ein, mit ihm das Desaster der Commonwealth Games (CWG) aufzuklären. Bedi nahm die Einladung an und bis 2011 hatten sich die beiden mit anderen Aktivisten wie z. B. Anna Hazare verbündet, um die Gruppe India Against Corruption (IAC) zu gründen. Ihre Kampagne entwickelte sich 2011 zur indischen Antikorruptionsbewegung. Anna Hazare plante einen unbefristeten Hungerstreik, um die Verabschiedung eines stärkeren Jan Lokpal-Gesetzes im indischen Parlament zu fordern. Am 16. August 2011 wurden Bedi und andere wichtige Mitglieder des IAC vier Stunden vor Beginn des Hungerstreiks von der Polizei festgenommen, aber noch am selben Tag wieder freigelassen. Nach zwölf Tagen Protest und vielen Diskussionen zwischen Regierung und Aktivisten verabschiedete das Parlament eine Resolution, in der drei Punkte bei der Ausarbeitung des Lokpal-Gesetzes berücksichtigt wurden.
Einige Abgeordnete schlugen vor, gegen Bedi und andere Aktivisten Klage wegen Verletzung ihrer Privilegien zu erheben, weil sie die Parlamentarier während der Proteste gegen das Lokpal-Gesetz verspottet hatten. Diese Klage zogen sie jedoch später zurück.
Während der Antikorruptionsbewegung kam Bedi in die Schlagzeilen, als einige Zeitungen ihr Unstimmigkeiten bei den Reisekostenabrechnungen zwischen 2006 und 2011 vorwarfen. 2009 wurde Bedi beispielsweise als Hauptrednerin zu einer von der Aviation Industry Employees Guild organisierten Konferenz eingeladen. Sie nahm die Einladung ohne Rednerprämie an, aber ihre NGO sollte die Reisekosten erstatten. Bedis Reisebüro Flywell stellte den Veranstaltern Business Class-Tarife für Flugtickets in Rechnung, arrangierten für Bedi jedoch Reisen in der Economy Class. Zwischen 2006 und 2011 gab es mehrere Unstimmigkeiten in den reisebezogenen Spesenabrechnungen. In allen Fällen gab Bedi an, dass sie umstrittene Unterschiedsbeträge nicht persönlich erhalten habe, sondern nur die India Vision Foundation, eine von ihr geleitete NGO. Im November 2011 ging auf Betreiben des Magistrats der Metropole bei der Polizei von Delhi eine Anzeige gegen Bedi ein (FIR-Fall) wegen angeblicher Veruntreuung von Geldern. Die anschließende Untersuchung ergab keine Hinweise auf Betrug gegen sie oder auf die Entnahme von NGO-Mitteln für den persönlichen Gebrauch. Daraufhin wurde der Fall eingestellt.

## Politik
Bedi trennte sich von der IAC, nachdem eine von Arvind Kejriwal angeführte Fraktion 2012 die Aam Aadmi Party (AAP) gegründet hatte. Die AAP bildete in Delhi eine kurzlebige Minderheitsregierung mit Kejriwal als Premierminister. Während der indischen Parlamentswahlen 2014 unterstützte Bedi öffentlich Narendra Modi, den Premierminister-Kandidaten der Bharatiya Janata Party (BJP). Nachdem Modi gewonnen hatte und Premierminister von Indien wurde, erklärte Bedi, dass sie bereit sei, BJPs Premierminister-Kandidatin in Delhi zu werden, falls ihr ein solches Angebot unterbreitet würde. Acht Monate nach Modis Wahl trat sie 2015 der BJP bei. Sie war BJP-Kandidatin für die Wahlen zur Versammlung von Delhi 2015, bei denen auch Arvind Kejriwal Premierminister-Kandidat der AAP war. Bedi verlor die Wahl und die AAP kam mit absoluter Mehrheit wieder an die Macht.

## Vizegouverneurin von Puducherry
Am 22. Mai 2016 wurde Bedi zum Vizegouverneur von Puducherry ernannt.
Kiran Bedi legte am 29. Mai 2016 den Eid als Vizegouverneur von Puducherry ab. Sofort brach sie mit den Konventionen, indem sie sich bei der Vereidigung an die Versammlung wandte. Sie sagte dabei, sie habe "die Mission, das Unionsterritorium von Puducherry zu einem wohlhabenden zu machen" und richtete auch "das TEA-Mantra (Trust, Empowerment, Accountability) an die Offiziere, um auf diese Mission hinzuarbeiten."
Eine der ersten Handlungen als Vizegouverneurin bestand darin, die Tore des Raj Nivas, des Sitzes des Vizegouverneurs, für die Bevölkerung zu öffnen und es so zum "Volksnivas" zu erklären. Sie schuf ein "offenes Haus", bei dem die Bevölkerung von Montag bis Mittwoch um 17 Uhr das Raj Nivas besuchen konnte, um beim Vizegouverneur persönlich Beschwerden vorbringen zu können.

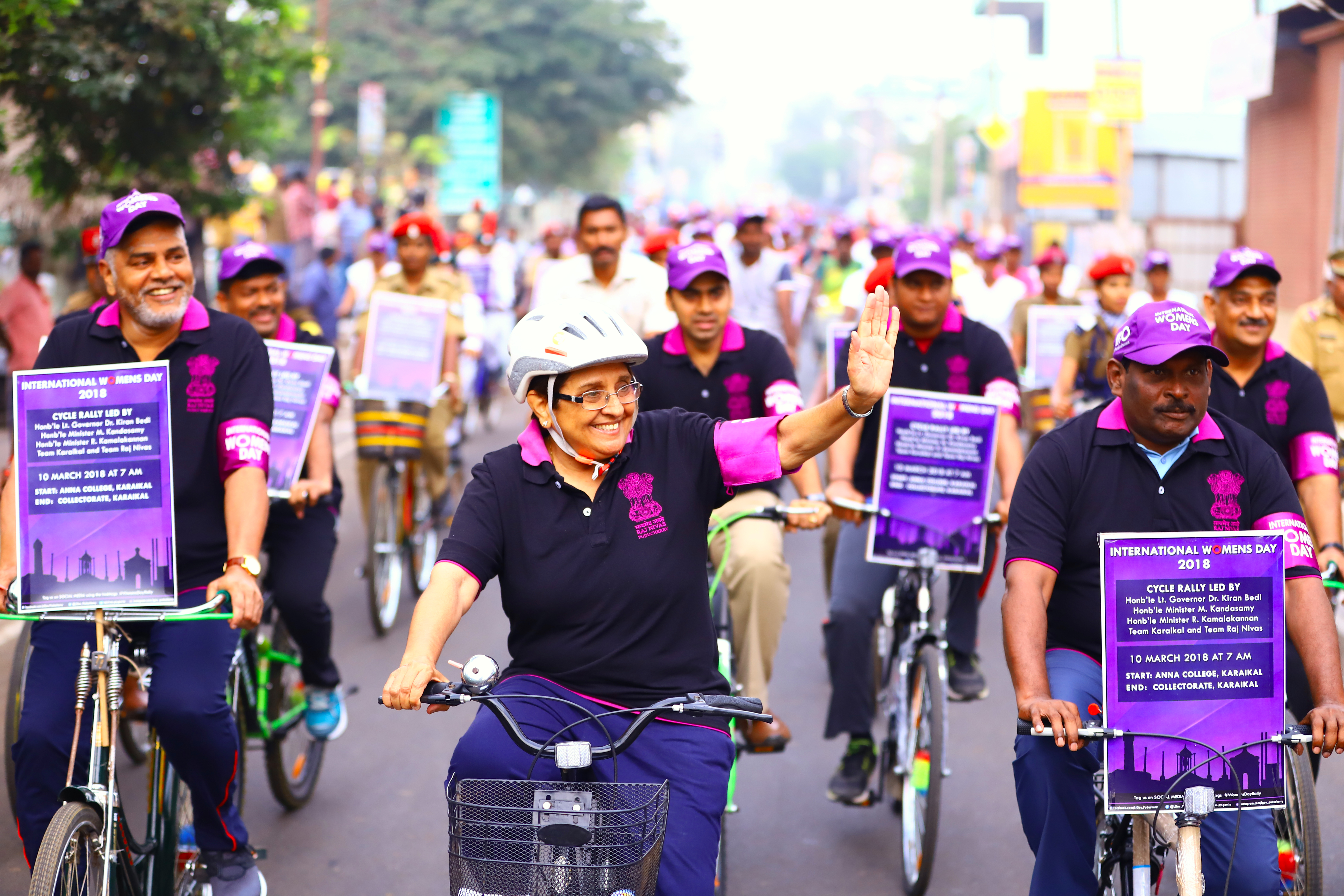
Kiran Bedi führt in Karaikal eine Rad-Rallye zum Internationalen Frauentag 2018 an

Es wurde zum Beispiel der Wunsch formuliert, dass in der Stadt einige Problemfelder proaktiv überwacht werden sollten. Daraufhin begann sie persönlich am Wochenende vormittags Runden mit dem Fahrrad zu drehen, zu Fuß zu gehen, mit dem Auto oder manchmal sogar mit dem Bus oder anderen öffentlichen Verkehrsmitteln zu fahren. Dies hat dazu beigetragen, sanitäre Probleme zu lösen, Wasserkanäle zu entsanden, die Sauberkeit zu fördern, Müllprobleme zu lösen oder die Strände wiederzubeleben. Auf ihren Radrallyes durch die Stadt begegnet sie den Menschen persönlich und belohnte sie sogar für gute Arbeit.
Raj Nivas – als "Volksnivas" – feiert fast jedes Festival in Puducherry mit großer Leidenschaft und Pomp auf den Rasenflächen des Grundstücks. So werden alle großen Feste der unterschiedlichen Religionen – Pongal, Diwali oder Weihnachten – in Raj Nivas gefeiert. Raj Nivas hat jeden Tag von 12.00 bis 13.00 Uhr eine "Besucherstunde", in der die breite Öffentlichkeit (Touristen und Einheimische) das französische Kulturerbe betreten und besichtigen kann und die Gelegenheit erhält, sich mit Bedi zu treffen und ein Foto mit ihr zu machen.
Als Vizegouverneur von Puducherry setzte sich Kiran Bedis ein für eine gerechte Zulassungspraxis zu medizinischen Studienplätzen und niedrige Gebühren für bedürftige Studenten.
Ein weiteres Projekt ist das „Mission Water Rich Puducherry“. Als sie hörte, dass das Public Works Department (PWD) von Puducherry nicht über genügend Mittel verfüge, um Wasserkanäle und Abflüsse zu entsanden, brachte sie Unterstützung in Form von Corporate Social Responsibility (CSR) in die Gemeinde. Sie brachte Spender mit dem Maschinenbauunternehmen J.C. Bamford Excavators (JCB) zusammen und ließ mit deren Unterstützung die Kanäle kurzfristig entsanden. Heute wird dieses Modell im ganzen Land nachgeahmt. Im Jahr 2019 zu ihrem 70. Geburtstag, startete sie das Projekt Mission Green Puducherry, indem sie Setzlinge entlang des Kanagan-Sees in Puducherry pflanzte. Seitdem haben viele Studenten und Freiwillige weitere Baumpflanzaktionen organisiert.
Als Vizegouverneurin hat sie in Puducherry einige bewährte Verfahren eingeführt, die den Managementlektionen ähneln, die sie auf der 50. Gouverneurskonferenz in Delhi vorgestellt hatte. Von der Gewährleistung finanziellen Augenmaßes über die Unterstützung der Gemeinschaft bis hin zu einem Tag der offenen Tür hat jede dieser Praktiken zur positiven Entwicklung von Puducherry beigetragen.
Am 16. Februar 2021 wurde Bedi von Präsident Ram Nath Kovind als Vizegouverneurin von Puducherry ohne Angabe von Gründern abgesetzt. Besonders der ehemalige Ministerpräsident V. Narayanasamy von Puducherry hatte ihre Absetzung betrieben. Um der Unzufriedenheit mit ihrem politischen Handeln Ausdruck zu verleihen, wurde ihr kein anderes Amt angeboten. Bedi nutzte die freie Zeit um das Buch „Fearless Governance“ zu schreiben, das im Februar 2022 herauskam. Darin beschrieb sie der Bevölkerung von Puducherry die Projekte ihrer fünfjährigen Regierungszeit, von deren Nutzen sie nach wie vor überzeugt ist, und bedankte sich bei allen Menschen, die sie dabei unterstützt haben.

## Privates
Kiran Bedi hat drei Schwestern: Shashi, Reeta und Anu. Die jüngste Schwester Anu Peshawaria ist indisch-amerikanische Anwältin.
Die Hochzeit mit Brij Bedi fand am 9. März 1972 statt. Die beiden heirateten bei einer einfachen Zeremonie im örtlichen Shivalaya-Tempel und haben den größten Teil ihres Ehelebens getrennt verbracht. Das Paar bekam 1975 eine Tochter; ursprünglich Sukriti genannt, änderte diese später ihren Namen in Saina.

## Preise und Anerkennungen
| Jahr      | Preis                                                    | Stifter                                                                            | Anlass | Quelle |
| --------- | -------------------------------------------------------- | ---------------------------------------------------------------------------------- | --- | ------ |
| 1968      | Cadet Officer Award                                      | National Cadet Corps                                                               | Leistung als NCC-Kadett | [ 8 ]  |
| 1979      | President's Police Medal for Gallantry                   | Präsident von Indien                                                               | Außergewöhnlicher Mut bei der Verhinderung von Gewalt bei Zusammenstößen zwischen Akali und Nirankari                                                                                  | [ 10 ] |
| 1991      | Asia Region Award                                        | International Organization of Good Templars, Norwegen                              | Präventionsarbeit und Kontrolle von Medikamenten | [ 81 ] |
| 1994      | Ramon-Magsaysay-Preis                                    | Ramon Magsaysay Award Foundation, Philippinen                                      | Kategorie: Government Service | [ 8 ]  |
| 1995      | Fr Maschio Humanitarian Award                            | Pater Maschio Platinum Jubilee Celebration Committee, Don Bosco Matunga (Mumbai)   | Sozialreformen und gemeinnützige Dienste | [ 82 ] |
| 1995      | Lion of the Year                                         | Lions Club, KK Nagar                                                               | Zivildienst | [ 82 ] |
| 1997      | Joseph Beuys Preis                                       | Joseph-Beuys-Stiftung, Deutschland                                                 | Ganzheitliches und innovatives Management (Gefängnisreform) | [ 83 ] |
| 1999      | Pride of India                                           | American Federation of Muslims of Indian Origin (AFMI)                             | Engagement für das Wohlergehen der Menschen | [ 82 ] |
| 1999–2000 | IIT Delhi Alumni Award                                   | Indian Institute of Technology (IIT) – Delhi Alumni Association                    | Hervorragender Beitrag zur nationalen Entwicklung | [ 84 ] |
| 2001      | Morrison-Tom-Gitchoff-Preis                              | Western Society of Criminology, Vereinigte Staaten von Amerika                     | Maßnahmen, die die Qualität der Justiz in Indien erheblich verbessert haben | [ 85 ] |
| 2004      | United Nations Medal                                     | Vereinte Nationen                                                                  | Hervorragender Service | [ 86 ] |
| 2005      | Mother Teresa Memorial National Award for Social Justice | All India Christian Council                                                        | Reformen im Gefängnis- und Strafvollzugssystem | [ 82 ] |
| 2005      | Ehrendoktor der Rechtswissenschaften                     | CUNY School of Law                                                                 | Anerkennung für ihren "humanitären Ansatz bei Gefängnisreformen und Polizeiarbeit | [ 87 ] |
| 2005      | Acharya Tulsi Kartritva Puraskar                         | Akhil Bhartiya Terapanth Mahila Mandal, Mohinidevi Choraria Trust                  | any notable contribution by any Jain / Non-Jain Woman / Organization of Women in any field science, education, literature, arts, cultural studies, administration, social welfare etc. | [ 88 ] |
| 2006      | Die am meisten bewunderte Frau des Landes                | The Week                                                                           | Für ihr Lebenswerk | [ 82 ] |
| 2008      | FICCI Award of Excellence                                | Federation of Indian Chambers of Commerce and Industry (FICCI) Ladies Organisation | Eine herausragende Leistungsträgerin | [ 89 ] |
| 2008      | Kumarappa-Reckless Award                                 | Indian Society of Criminology                                                      | Hervorragender Beitrag in den Bereichen Strafjustizverwaltung | [ 90 ] |
| 2013      | Nomura Award                                             | Nomura Group                                                                       | Humanitäre Arbeit | [ 91 ] |
| 2014      | L’Oréal Paris Femina Women Award                         | L’Oréal und Femina                                                                 | Sozialer Einfluss | [ 92 ] |

Die Navjyoti Delhi Police Foundation erhielt 1999 den Serge Sotiroff Memorial Award für herausragende Beiträge zu internationalen Bemühungen zur Drogenkontrolle.

## Publikationen von Kiran Bedi
- Demand for Swaraj: (1905-1930). ABS Publications, 1985 (englisch).
- mit Supriya Vakil: मी हिम्मत करतो = Mī him'mata karatō. Mehta Publishing House, Pune 1996, ISBN 978-81-7766-355-6 (Marathi, englisch: I dare.).
- mit Parminder Jeet Singh, Sandeep Srivastava: Government@Net: New Governance Opportunities for India. Sage Publications, 2001, ISBN 978-0-7619-9569-2 (englisch).
- As I see... Sterling Publishers, 2002, ISBN 978-81-207-2552-2. As I See... Sterling Publishers, 2005, ISBN 978-81-207-2938-4 (englisch).
- What Went Wrong... and Continues? UBS Publishers & Distributors, 2001, ISBN 978-81-7476-354-9 (englisch). What Went Wrong... and Continues? UBSPD 2004, ISBN 978-81-7476-444-7 (englisch).
- What Went Wrong and Why? Penguin Books India, 2011, ISBN 978-93-8143119-1 (englisch).
- Its Always Possible: Transforming One of the Largest Prisons in the World. Sterling Paperbacks, 2002, ISBN 978-81-207-2444-0.
- गलती किसकी = Galti Kiski? Diamond, 2006, ISBN 978-81-7182-899-9 (Hindi, englisch: Whose Fault?).
- Yeha Sambhav Hai. Diamant, 2006, ISBN 978-81-288-0466-3 (Hindi, englisch: It's Possible.).
- अ‍ॅज आय सी… स्त्रियांचे सक्षमीकरण (deutsch: Frauen stärken… wie ich sehe… ). Sterling, 2008, ISBN 978-81-207-9126-8 (Marathi, englisch: Today's income… Strengthening women. Übersetzt von Madhuri Shanbhag).
- ऍज आय सी… नेतृत्व आणि प्रशासन… Sterling, 2008, ISBN 978-81-207-9168-8 (Marathi, englisch: Leadership & Governance… wie ich sehe… Übersetzt von Madhuri Shanbhag).
- अॅज आय सी… भारतीय पोलीस सेवा… Sterling, 2008, ISBN 978-81-207-3790-7 (Marathi, Originaltitel: Indian Police Service... As I see... Übersetzt von Madhuri Shanbhag).
- Jeet Lo Har Shikhar. Prabhat Prakashan, 2008, ISBN 978-93-5048497-5 (Hindi, englisch: Win every peak.).
- mit Pavan Choudary: Broom & Groom. Wisdom Village, 2010, ISBN 978-93-8071001-3 (google.com).
- Be the Change, Fighting Corruption. Sterling Publishers, 2012, ISBN 978-81-207-9174-9 (englisch).
- Dare to Do! For the New Generation. Hay House India, 2012, ISBN 978-93-8143143-6 (englisch).
- mit Pavan Choudary: Uprising 2011: Indians Against Corruption. Wisdom Village Publications, 2013, ISBN 978-93-8071044-0 (englisch).
- Creating Leadership. Illustrations from My Top Cop Years. Diamond Books Publications, 2016, ISBN 978-81-7182-991-0.

Kiran Bedis Werke wurden in viele der zahlreichen indischen Nationalsprachen übersetzt. Die jeweilige englische Ausgabe wird hier aufgelistet.

## Filme über Bedi
- Kartavyam (1990), ist ein Spielfilm, in dem mit der Figur einer Polizistin Bezug auf das Leben von Kiran Bedi genommen wird. Das Original wurde in Telugu gedreht. Der Film wurde in Tamil synchronisiert unter dem Titel Vyjayanthi IPS. Der Film ist auch in Hindi erschienen unter dem Titel Tejaswini.[94]
- Doing time, Doing Vipassana (1997) englisch. Regie: Eilona Ariel und Ayelet Menahemi. Dokumentarfilm über Bedis Initiative im größten Gefängnis Indiens zehntägige Vipassana-Meditations-Kurse für Gefangene anzubieten. Der Film gewann mehrere Preise: Golden Spire Award beim San Francisco International Film Festival 1998, NCCD Pass Award des American National Council on Crime and Delinquency 1998, Goldmedaille für Beleuchtung beim Crested Butte Reel Fest 2000, Silbermedaille für den besten Dokumentarfilm beim Crested Butte Reel Fest 2000.
- I Gandhis fotspor / In Gandhi's Footsteps: Kiran Bedi's Humanitarian Revolution (2004). Regie: Øystein F. Rakkenes. Ein Dokumentarfilm über das Leben von Kiran Bedi. Der Film wurde als Bester Dokumentarfilm ausgezeichnet beim Atlanta Indo-American Film Festival 2006.[95]
- Yes Madam, Sir (2008) englisch. Regie: Megan Doneman, Sprecherin: Helen Mirren. Ein Dokumentarfilm, dessen Erstellung sechs Jahre dauerte. Er wurde 2009 prämiert als Bester Dokumentarfilm beim Santa Barbara International Film Festival.[96]
- Kannadadda Kiran Bedi (2009) Kannada. Schauspielerin: Malashri als Kiran Bedi. Spielfilm über das Leben von Kiran Bedi.
- Carve Your Destiny (2014). Regie: Anubhav Srivastava. Film über Kiran Bedi.
- Eine Sendung der Serie "Mega Icons" (2018) von National Geographics war Kiran Bedi gewidmet.

## Biografien über Bedi
- Deepa Agarwal: Kiran Bedi. In: Our Leaders. Band 12. Children's Book Trust, New Delhi 1989, ISBN 978-81-7011-988-3, S. 137–160 (englisch).
- Ramon Magsaysay Award Foundation (Hrsg.): Biography of Kiran Bedi. 1994.
- Parnesh Dangwal: "I Dare!": Kiran Bedi - A Biography. UBS Publishers Distributors, 1995, ISBN 978-81-7476-097-5. Parmesh Dangwal: "I Dare!": Kiran Bedi - A Biography. UBS Publishers Distributors, 1996, ISBN 978-81-7476-061-6 (englisch). Parmesh Dangwal: "I Dare!": Kiran Bedi - A Biography. Sangam Books Ltd, 2001, ISBN 978-81-7476-269-6 (englisch).
- Meenakshi Saxena: Kiran Bedi, the Kindly Baton. Books India International, New Delhi 2000.
- Parmesh Dangwal: I Dare!: Freedom From Sabotage & The Gandhian Way: If I Were The Police Commissioner. Hay House, 2006, ISBN 978-81-89988-54-8 (englisch).
- Siddharth Iyer: Kiran Bedi: The Woman of Substance. Diamond Pocket Books, 2012, ISBN 978-93-5083669-9.
- Reeta Peshawaria Menon, Anu Peshawaria: Kiran Bedi: Making of the Top Cop. Junior Diamond, 2016, ISBN 978-93-8597586-8.[97]